# La Caseta d'en Fermí
La Caseta d'en Fermí és una masia del terme municipal de Moià, a la comarca catalana del Moianès. Va ser construïda al segle xviii i ampliada posteriorment.
Està situada a prop i a ponent de la vila de Moià, al peu i a migdia del Turó de Sant Andreu, on hi ha el Castell de Clarà i l'església de Sant Andreu de Clarà. És a migdia de la Costa de Sant Andreu, a llevant del Collet del Serrat de Bussanya i a ponent de la muntanyeta que pren el nom de la masia: la Caseta d'en Fermí.

## L'edifici
És una masia de planta rectangular amb finestres i dintell de la porta amb inscripció : «Mas de Domingo Lloberas 1733». L'embigat de l'entrada és de formigó, tot i que les estructures originals eren de pedra regular amb morter de calç. Es conserva també l'enllosat de pedres de l'entrada a la casa i part de l'era.
L'edifici annex eren les quadres, conserva l'embigat de fusta i els arcs de volta catalana, actualment és el garatge on guarden els estris del camp. S'hi accedeix per una gran porta amb contrafort.
Cap a la banda oest de la masia hi ha encara dos petits edificis, els corrals on actualment hi guarden l'aviram, els sostres d'aquest estan en males condicions a diferència dels dos edificis principals, on viuen els masovers, i el «garatge» amb teulada a dues vessants ben conservada.
Crida l'atenció el menjador antic en pedra que decora l'entrada de la masia. Tenen bassa natural i hort i un petit pou tot i que reben aigua corrent del poble.

## La granja
En l'actualitat hi ha una granja de vaques i cabres. El 2009 va rebre un «premi Vaca d'Or» per la Federació d'Associacions de Criadors de Raça Frisona de Catalunya (Fefric). Les cabres produeixen uns cinc cents litres de llet diari. El 2020 va participar en un programa de producció de formatge solidari batejat «Il·lusió» realitzat per quatre formatgeries, en resposta a l'excedent de llet com a resultat de la crisi de la covid-19.